# 谢兰 (嘉靖进士)
謝蘭（？年—？年），字與德，號畹溪、又号畹谿，山西振武衛旗籍，太原府代州人。明朝政治人物。

## 生平
正德十四年（1519年），謝蘭中式己卯科山西鄉試舉人，嘉靖五年（1526年）登丙戌科第三甲第三十二名進士。授真定府推官。嘉靖八年（1529年）九月，选授浙江道试监察御史，巡按辽东。嘉靖十年十二月条上辽东边防事宜，嘉靖十二年巡按浙江。
外補山东按察司佥事，以疏通运河，加俸一级。转山东左参议，嘉靖十七年（1538年）二月升陕西副使，历陕西参政，擢河南按察使。嘉靖二十四年（1545年）正月，升浙江右布政使，八月遷河南左布政使。嘉靖二十五年（1546年）三月，推升都察院右副都御史、巡抚陕西。次年陕西盗栾文等率巩昌、汉中二府饥民千馀人，流劫徽、成诸州县，陕西巡抚谢兰及郧阳巡抚湛奉诏围剿，以功升俸一级，晋秩二品，赐金币。
嘉靖二十八年（1549年）三月，升工部右侍郎，嘉靖二十九年改任兵部。同年八月俺答入寇畿辅，京师戒严，兵部尚書丁汝夔下狱，谢兰暂理部事，又革职戴罪理事，解严後，九月降一级，调任南京太僕寺卿，三十年二月考察致仕。卒年七十九岁。

## 家族
曾祖謝鐸，景泰四年癸酉科舉人，官推官。祖父謝璽，弘治三年进士，官按察司佥事。父謝國詔，弘治八年乙卯科舉人。母崔淑人，故封京山侯崔儒之女。